# Кунегунда Ростиславна (Галицька)

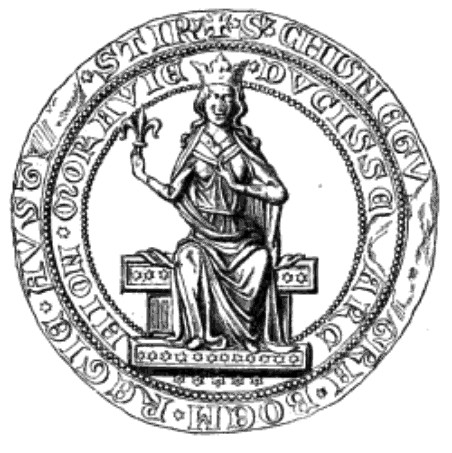
Печатка Кунегунди

Кунегунда (Кунгута) Ростиславна (Галицька) (чеськ. Kunhuta Uherská (Haličská, Mačevská); 1245 — 9 вересня 1285) — королева Чехії, п'ята дитина князя Ростислава Михайловича та Анни Арпад. Онука князів Михайла Всеволодовича Чернігівського, Романа Мстиславича та короля Бели IV.

## Біографія
Кунегунда народилась при дворі діда князя Михайла у Києві чи Чернігові[джерело?], виросла при дворі батька у Мачві. Її батько Ростислав Галицький олружився в 1243 році на дочці угорського короля Бели IV, Анні. У 1245 році Ростислав отримав від короля банат Славонії, а в 1247 році спеціально створений банат Мачва.

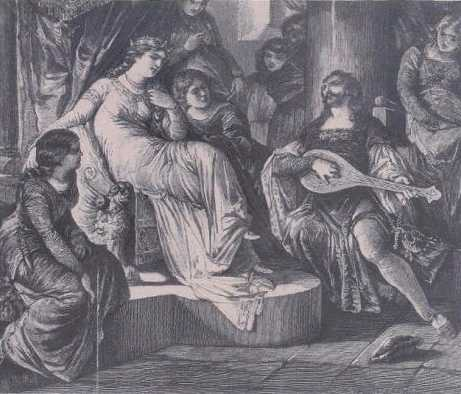
Кунегунда і Завіша з Фалькенштайну

В 1260 році Бела IV зазнав поразки від чеського короля Пржемисла II Отакара в боротьбі за австрийскі землі, в результаті якої втратив Штирію. Він став шукати миру із чехами. Король Чехії Пшемисл Оттокар II бажав одружитись з Маргаритою, донькою Бели IV, але вона готувалася присвятити своє життя служінню Богу, тому відмовила Оттокару II. Натомість Бела IV запропонував йому руку онуки Кунегунди.
Кунегунда була видана заміж за герцога Австрії, короля Чехії Оттокара II Пржемисла, після його розлучення з Маргаритою Бабенберг, старшою сестрою останнього герцога Фрідріха II Бабенберга, що загинув 1246 року у битві на річці Лейта з рук «короля Русі». Припускають, що королем Русі могли назвати князя Ростислава Михайловича, батька Кунегунди. Маргарита була 50-річною жінкою, на 27 років старшою за Перемисла Оттокара II і було очевидним, що у них не буде дітей. Під приводом того, що Маргарита по смерті першого чоловіка 1243 р. вступила до кляштору, шлюб було оголошено шлюбом чистоти і розірвано з відома Урбана V. Маргарита 18 жовтня виїхала з Праги до кляштору, а Оттокар II залишив собі її австрійські володіння і 25 жовтня 1261 р. одружився у Пожоні з Кунегундою, коронованою 25 грудня того ж року у Празі на королеву Чехії. Цей шлюб означав припинення чесько-угорської боротьби за австрійський спадок Бабенбергів.
Подружжя разом брали участь в урочистостях і турнірах, де оточуючі зазначали темперамент, твердий характер і красу Кунегунди. Відомо також, що для того, щоб розважити дружину, король привіз у Празький Град левів.
Після 1273 р. загострились відносини з німецьким королем Рудольфом І Габсбургом. Для залагодження ситуації 26 листопада 1276 р. було підписано договір про одруження доньки Рудольфа І з сином чеських королів. Перемисл Оттокар II 26 серпня 1278 р. загинув у битві під Сухими Крутами, куди за свідчення тогочасних хронік він прибув через примус дружини. Через загрозу життю своєму і сина Кунегунда заручилась гарантіями безпеки для Вацлава II родичів покійного чоловіка — бранденбурзького маркграфа Отто V Довгого, вроцлавського князя Генриха Пробуса (Правого) та запоновила домовленість про заручини з донькою Рудольфа І. Від імені Вацлава II маркграф Отто V Довгий зрікся 1279 р. Австрії, Штирії, Каринтії, п'ятої частини Моравії на честь німецького короля, який віддав 1282 р. австрійські володіння своїм синам. Вацлава утримували у замку Шпандау, а Кунегунда 1283 р. викупила у Отто V право регентства, завдяки чому Вацлав повернувся до Праги.
Помічником Кунегунди став бургграф її замку в Опаві, магнат Завіша Віткович з Фалькенштайну, з яким у неї народився позашлюбний син Ян з Фалькенштайну (1281/82). Після завершення регентства над Вацлавом II, Кунегунда мабуть одружилась 2 червня 1284 р. із Завішею з Фалькенштайну. Королева-мати померла 9 вересня 1285 р. імовірно від туберкульозу і була похована у празькому костелі кларисок біля сестри Агнеси.
Після її смерті у жовтні 1285 р. Вацлав II подарував брату Яну і вітчиму Завіші королівські міста Полічка у Богемії, Ланшкроун, подаровані Перемислом Оттокаром II Кунегунді, замок Ланшперк. Згодом дозволив Завіші з Фалькенштайну одружитись з Єлизаветою, донькою угорського короля Стефана V, брата матері Кунегунди. Завіша був страчений 1290 р. за підозрою у зраді. Його 8-річного сина Яна з Фалькенштайну король і звідний брат Вацлав II віддав під опіку Тевтонського ордену, де той з 1328 р. став комтуром Чехії і Моравії.

## Родина
Чоловік — Пржемисл Отакар II, король Богемії
Діти:
- Кунегунда (січень 1265 — 27 листопада 1321) — дружина князя Болеслава II Мазовецького
- Агнеса (5 вересня 1269 — 17 травня 1296) — видана за Рудольфа II Габсбурга, брата німецького короля Альбрехта І Габсбурга.
- Вацлав II (27 жовтня 1271 — 21 червня 1305) король Чехії і Польщі
- Маргарита (до 1285 — невідомий)